# Eden Prairie
Eden Prairie è una città degli Stati Uniti d'America, nella contea di Hennepin, nello Stato del Minnesota.
È un sobborgo sud-occidentale di Minneapolis.